# Lista de episódios de The Newsroom
The Newsroom é uma série de televisão de drama criada por Aaron Sorkin, que estreou no canal HBO em 24 de junho de 2012. Na história, Jeff Daniels é o âncora de telejornal Will McAvoy, que se afastou do trabalho após envolver-se num polêmico debate político sobre os problemas enfrentados pelos Estados Unidos. No seu retorno, ele descobre que a maior parte da sua equipe se demitiu. Vendo uma oportunidade de retornar aos dias de glória da notícia na televisão (em vez da busca incessante pela audiência), seu chefe, Charlie Skinner (Sam Waterston) contrata a ex-namorada de Will, MacKenzie McHale (Emily Mortimer) como a nova produtora executiva. McHale compartilha a visão de Skinner sobre telejornais, e ela e Will entram imediatamente em conflito. A série tem como produtores executivos Aaron Sorkin, Scott Rudin e Alan Poul.

## Resumo
| Temporada | Temporada | Episódios | Exibição original    | Exibição original      | Lançamento do DVD e Blu-ray | Lançamento do DVD e Blu-ray | Lançamento do DVD e Blu-ray            |
| Temporada | Temporada | Episódios | Estreia de temporada | Final de temporada     | Região 1                    | Região 2                    | Região 4                               |
| --------- | --------- | --------- | -------------------- | ---------------------- | --------------------------- | --------------------------- | -------------------------------------- |
|           | 1         | 10        | 24 de junho de 2012  | 26 de agosto de 2012   | 11 de junho de 2013         | 22 de julho de 2013         | 13 de junho de 2013 22 de maio de 2013 |
|           | 2         | 9         | 14 de julho de 2013  | 15 de setembro de 2013 | —                           | —                           | —                                      |

## Episódios

### Primeira temporada (2012)
| № | #  | Título                              | Direção             | Roteiro                    | Exibição original    | Audiência (milhões) |
| --- | -- | ----------------------------------- | ------------------- | -------------------------- | -------------------- | ------------------- |
| 1 | 1  | "We Just Decided To"                | Greg Mottola        | Aaron Sorkin               | 24 de junho de 2012  | 2,14                |
| Após sua participação polêmica em um debate político, o aclamado âncora de telejornal Will McAvoy (Jeff Daniels) retorna para seu cargo e descobre que a maioria de sua equipe se demitiu e que sua nova produtora executiva é MacKenzie McHale (Emily Mortimer), sua ex-namorada. A equipe enfrenta um novo desafio quando fica sabendo de um vazamento desastroso de óleo no Golfo do México. A história se passa na terça-feira, 20 de abril de 2010. |    |                                     |                     |                            |                      |                     |
| 2 | 2  | "News Night 2.0"                    | Alex Graves         | Aaron Sorkin               | 1 de julho de 2012   | 1,68                |
| Mac garante controle sobre a nova encarnação do News Night e alista uma linda e inteligente economista com seu próprio artigo na Wikipédia, Sloan Sabbith, para realizar um segmento especial em cada programa. Jim aceita levar a culpa por um erro de Maggie enquanto se estudam a lei de registro de imigrantes do estado do Arizona. Charlie proíbe Reese de continuar sua reunião com Will e um segredo de término de namoro guardado há épocas espalha-se pela redação. A história se passa numa sexta-feira, 23 de abril de 2010. |    |                                     |                     |                            |                      |                     |
| 3 | 3  | "The 112th Congress"                | Greg Mottola        | Aaron Sorkin e Gideon Yago | 8 de julho de 2012   | 2,21                |
| Enquanto faz um editorial, Will se desculpa pelas edições anteriores e promete aos telespectadores um programa melhor, o que deixa furiosa a CEO do conglomerado por trás da ACN. Jim auxilia Maggie quando ela sofre um ataque de pânico. Don apresenta um desafio a Elliot. A história acontece durante uma quarta-feira, 3 de novembro de 2010. Os flashbacks se passam entre abril e setembro de 2010. |    |                                     |                     |                            |                      |                     |
| 4 | 4  | "I'll Try to Fix You"               | Alan Poul           | Aaron Sorkin               | 15 de julho de 2012  | 1,94                |
| Will torna-se vítima de tabloides após confrontar-se com uma colunista de fofocas na noite de ano-novo, o que pode ameaçar sua credibilidade em uma investigação jornalística. Enquanto isso, Don força Maggie a marcar um encontro entre sua colega de quarto e Jim. O namorado de Mac sugere uma pauta sobre a incapacidade do governo de criar processos judiciais em casos de crimes financeiros, e Neal tenta emplacar sua teoria sobre o Pé Grande para qualquer um que quiser ouvir. A história acontece entre sexta-feira, 31 de dezembro de 2010, e sábado, 8 de janeiro de 2011. |    |                                     |                     |                            |                      |                     |
| 5 | 5  | "Amen"                              | Daniel Minahan      | Aaron Sorkin               | 22 de julho de 2012  | 1,95                |
| Enquanto cobre a remoção do presidente do Egito, a equipe descobre um protesto em Wisconsin que condena o plano do governador para balancear o orçamento estadual em detrimento de professores e outros funcionários públicos, levando todos a tentar cobrir as duas histórias simultaneamente. Will se convence de uma conspiração de Charles e David Koch para favorecê-los e abolir os sindicatos. Acontece entre quinta-feira, 10 de fevereiro de 2011, e segunda-feira, 14 de fevereiro de 2011. |    |                                     |                     |                            |                      |                     |
| 6 | 6  | "Bullies"                           | Jeremy Podeswa      | Aaron Sorkin               | 29 de julho de 2012  | 1,74                |
| Sloan substitui temporariamente Elliot no seu programa das 22 horas durante a crise nuclear de Fukushima após o terremoto devastador no Japão, mas sua dura entrevista com representantes da companhia elétrica de Tóquio põe em risco seu emprego. Will luta contra a insônia, o que leva a uma reveladora sessão de terapia, e também aprende uma lição sobre bullying após uma entrevista tensa com um auxiliar do candidato a presidente Rick Santorum. O episódio se passa entre segunda-feira, 11 de abril, e quarta-feira, 13 de abril de 2011. |    |                                     |                     |                            |                      |                     |
| 7 | 7  | "5/1"                               | Joshua Marston      | Aaron Sorkin               | 5 de agosto de 2012  | 1,76                |
| Charlie recebe uma ligação de uma fonte anônima dizendo que receberá um e-mail do secretário de imprensa da Casa Branca. A mensagem informa sobre um discurso presidencial importante e iminente. A equipe corre para descobrir sobre o que será o anúncio e imagina ser sobre a morte de Osama bin Laden. A notícia que o terrorista havia sido morto por forças especiais norte-americanas é logo confirmada e Will pode dar a notícia. A história se passa no domingo, 1 de maio de 2011. |    |                                     |                     |                            |                      |                     |
| 8 | 8  | "The Blackout Part I: Tragedy Porn" | Lesli Linka Glatter | Aaron Sorkin               | 12 de agosto de 2012 | 1,84                |
| A audiência do News Night está em queda livre após a equipe ignorar algumas histórias importantes. Isso força Will e Mac a encontrar uma forma de trazer telespectadores suficientes para justificar a tentativa da ACN de realizar um debate republicano. Will considera alguns jornalistas para escrever seu perfil na revista, Sloan está decepcionada pela falta de cobertura da crise da dívida norte-americana e Charlie descobre a identidade de "Late for Dinner", empregado da NSA. A história acontece entre sexta-feira, 27 de maio de 2011, e quarta-feira, 1 de junho de 2011. |    |                                     |                     |                            |                      |                     |
| 9 | 9  | "The Blackout Part II: Mock Debate" | Alan Poul           | Aaron Sorkin               | 19 de agosto de 2012 | 1,96                |
| Um blecaute interrompe a entrevista com a testemunha que pode levar a carreira do deputado Anthony Weiner ao fim. Depois, chega a hora de apresentar o programa, e Will e sua equipe dão uma prévia do seu novo formato de debate para os representantes do Partido Republicano (Adam Roth e Tate Brady, interpretados por Adam Arkin e Jake McDorman respectivamente). Jim começa a verificar a veracidade das alegações de Solomon Hancock, que fez as denúncias contra a NSA. Lisa viola as regras durante uma entrevista e Neal começa seu projeto sobre trolls. Acontece entre quarta-feira, 1 de junho de 2011, e sexta-feira, 3 de junho de 2011. |    |                                     |                     |                            |                      |                     |
| 10 | 10 | "The Greater Fool"                  | Greg Mottola        | Aaron Sorkin               | 26 de agosto de 2012 | 2,30                |
| O título do episódio faz referência, em inglês, à teoria do mais tolo. Will sofre um caso grave de sangramento devido a sua úlcera estomacal e é hospitalizado. Lá, ele descobre que uma moradora do estado do Tennessee não poderá votar por causa das recentes leis de identificação do eleitor que entraram em vigor em 33 estados norte-americanos. Esse vira a história principal quando ele retorna para o News Night. Charlie conta para Solomon Hancock, o informante da NSA, que não pode utilizar suas denúncias porque está "contaminado"; mais tarde, Charlie descobre que Hancock cometeu suicídio jogando-se da Ponte do Queensboro. Sloan tenta promover sua história sobre a crise do limite da dívida norte-americana para uma posição melhor no noticiário e analisa uma oferta de emprego. Tudo, no entanto, fica em segundo plano após uma crise entre Will, Mac e Charlie, que confrontam Leona e Reese durante uma reunião no almoço. A colunista de fofocas do TMI Nina Howard tem informações que podem destruir a carreira e vida de Will, revelando que ele estava drogado durante a reportagem sobre Bin Laden. A ameaça é impedida quando se descobre que a revista obteve as informações através de escutas ilegais no correio de voz de MacKenzie. A história se passa entre segunda-feira, 1 de agosto de 2011, e segunda-feira, 8 de agosto de 2011. |    |                                     |                     |                            |                      |                     |

### Segunda temporada (2013)
| №  | # | Título                                          | Direção             | Roteiro                                                                                    | Exibição original      | Audiência (milhões) |
| -- | - | ----------------------------------------------- | ------------------- | ------------------------------------------------------------------------------------------ | ---------------------- | ------------------- |
| 11 | 1 | "First Thing We Do, Let's Kill All the Lawyers" | Alan Poul           | História por: Ian Reichbach e Aaron Sorkin Roteiro por: Aaron Sorkin                       | 14 de julho de 2013    | 2,22                |
| 12 | 2 | "The Genoa Tip"                                 | Jeremy Podeswa      | História por: Dana Ledoux Miller, Adam R. Perlman e Aaron Sorkin Roteiro por: Aaron Sorkin | 21 de julho de 2013    | 1,88                |
| 13 | 3 | "Willie Pete"                                   | Lesli Linka Glatter | História por: Michael Gunn, Elizabeth Peterson e Aaron Sorkin Roteiro por: Aaron Sorkin    | 28 de julho de 2013    | 1,80                |
| 14 | 4 | "Unintended Consequences"                       | Carl Franklin       | Aaron Sorkin                                                                               | 4 de agosto de 2013    | 1,62                |
| 15 | 5 | "News Night with Will McAvoy"                   | Alan Poul           | Aaron Sorkin                                                                               | 11 de agosto de 2013   | 1,81                |
| 16 | 6 | "One Step Too Many"                             | Julian Farino       | Aaron Sorkin                                                                               | 18 de agosto de 2013   | 1,89                |
| 17 | 7 | "Red Team III"                                  | Anthony Hemingway   | —                                                                                          | 25 de agosto de 2013   | —                   |
| 18 | 8 | "Election Night, Part I"                        | Jason Ensler        | —                                                                                          | 8 de setembro de 2013  | —                   |
| 19 | 9 | "Election Night, Part II"                       | Alan Poul           | —                                                                                          | 15 de setembro de 2013 | —                   |